# Mirko Jakobčić
Mirko (Imre) Jakobčić (Subotica, 10. rujna 1871. – Subotica, 18. ožujka 1953.), utjecajni gospodarstvenik i bankar u gradu Subotici. Pripadao je najbogatijim slojevima subotičkog društva. Iz je redova bačkih plemenitaških Hrvata, obitelji Jakobčića; neke međuratne evidencije kategoriziraju ga kao Bunjevca, a na drugim mjestima kao Mađara.
Sin je Bele Florijana, virilista i Cristine r. Pfan. Bio je najstarije dijete od šestero djece. Imao je mlađeg brata i četiri mlađe sestre. 
Sa suprugom Paulom r. Stagelschmidt imao je dvoje djece, od kojih se proslavio Eugen, državni reprezentativac u mačevanju, natjecatelj na Olimpijskim igrama. 
Rodbinski je bio vezan s moćnim poduzetničkim i političkim krugovima. Očeva sestra Erzsébet bila je supruga gradonačelnika Lazara Mamužića, a Mirkova sestra Jelena supruga veletrgovca Vilima Conena starijega. 
Bio je na čelu podružnica bankarskih ustanova kao što su Magyar Általános Hitelbank (Madžarska sveopća kreditna banka), njene sljednice Opće kreditne banke, koja se poslije fuzirala s Hrvatskom sveopćom kreditnom bankom. Predsjedavao je mjesnim Udruženjem trgovaca i industrijalaca. Bio je dioničar Opće kreditne banke, Hartmana i Conena, Bačvanska tvornica cementne robe i građevnog, Jugomauntnera, Central-radija te kinematografskim tvrtkama Orientom i Korzom.
Stanovao je u zgradi hotela Hungarije.